# 和歌山県立南紀高等学校
和歌山県立南紀高等学校（わかやまけんりつ なんきこうとうがっこう）は、和歌山県田辺市学園にある県立高等学校。2011年に通信制課程開設に伴って、和歌山県立新宮高等学校内に新宮学級を設置した。
また、西牟婁郡すさみ町に周参見分校を設置していたが、2016年3月31日に閉校した。

## 設置学科
- 定時制課程
  - 普通科（午前）
  - 普通科（夜間）
- 通信制課程
  - 普通科

## 沿革
- 1948年 - 和歌山県立田辺高等学校に定時制課程が設置される。
- 1963年 - 和歌山県立田辺高等学校の定時制課程が和歌山県立南紀高等学校として独立。
- 1967年 - 衛生看護科が昼間定時制として設置される。
- 1982年 - 富田分校が閉校。
- 1983年 - 白浜分校が閉校。
- 1988年 - 衛生看護科が全日制となる。
- 2002年 - 衛生看護科を看護科に改称。
- 2006年 - 普通科昼間定時制が設置される。
- 2008年 - 看護科が和歌山県立熊野高等学校に移管される。
- 2010年 - 看護科を閉科[1]。
- 2011年 - 通信制課程が設置される。
- 2016年3月31日 - 定時制課程の周参見分校が廃校となる。